# Arresto de Augusto Pinochet
El arresto de Augusto Pinochet en Londres fue un evento de relevancia político-jurídico internacional, desarrollado entre el 16 de octubre de 1998 y el 2 de marzo de 2000, con la orden de detención a Pinochet por parte del juez de la Audiencia Nacional de España, Baltasar Garzón, por implicación en los delitos de genocidio, terrorismo internacional, torturas y desaparición de personas ocurridos en Chile durante la dictadura militar, y con su posterior liberación, por parte del ministro del Interior inglés Jack Straw.

## Antecedentes
Augusto Pinochet fue designado comandante en jefe del Ejército de Chile el 23 de agosto de 1973 por el presidente Salvador Allende, en reemplazo del renunciado general Carlos Prats. El 11 de septiembre del mismo año posibilitó para luego liderar el golpe de Estado que derrocó al gobierno de Allende, poniendo fin al período de la República Presidencial e iniciando una dictadura militar. Desde ese momento, Pinochet asumió el mando del país, primero bajo la figura de presidente de la Junta Militar de Gobierno, al que se sumó el título de jefe supremo de la Nación el 27 de junio de 1974, que le confirió el poder ejecutivo. El 16 de diciembre de ese año asumió como presidente de la República, cargo que sería ratificado tras un cuestionado plebiscito y la promulgación de una nueva constitución en 1980.
Su mandato acabó con el plebiscito de 1988, tras el cual fue sustituido por Patricio Aylwin el 11 de marzo de 1990. Pinochet se mantuvo como comandante en jefe del ejército hasta el 10 de marzo de 1998, y al día siguiente asumió como senador vitalicio, cargo que ejerció efectivamente por un par de meses.
Durante la dictadura se cometieron graves y diversas violaciones de los derechos humanos, razón por la cual ha sido criticada tanto en su país como en el resto del mundo. No obstante lo anterior, su mandato cuenta con numerosos adeptos de la derecha política, los que destacan la instauración en Chile durante la dictadura militar de una economía de libre mercado, integrada en la economía mundial y con una fuerte presencia del sector privado, que para sus adeptos provocó un acelerado crecimiento macroeconómico, que situó a Chile como uno de los países con mayor bonanza económica y con los mayores índices de desarrollo humano en América Latina. Por otra parte, para sus detractores, dicho modelo también profundizó la concentración de riqueza y aumentó las desigualdades socioeconómicas del país, dejando, en 1990, a un 38,6 % de la población en condiciones de pobreza (dentro de dicho porcentaje, un 12,9 % en condiciones de indigencia).

## Arresto en Londres

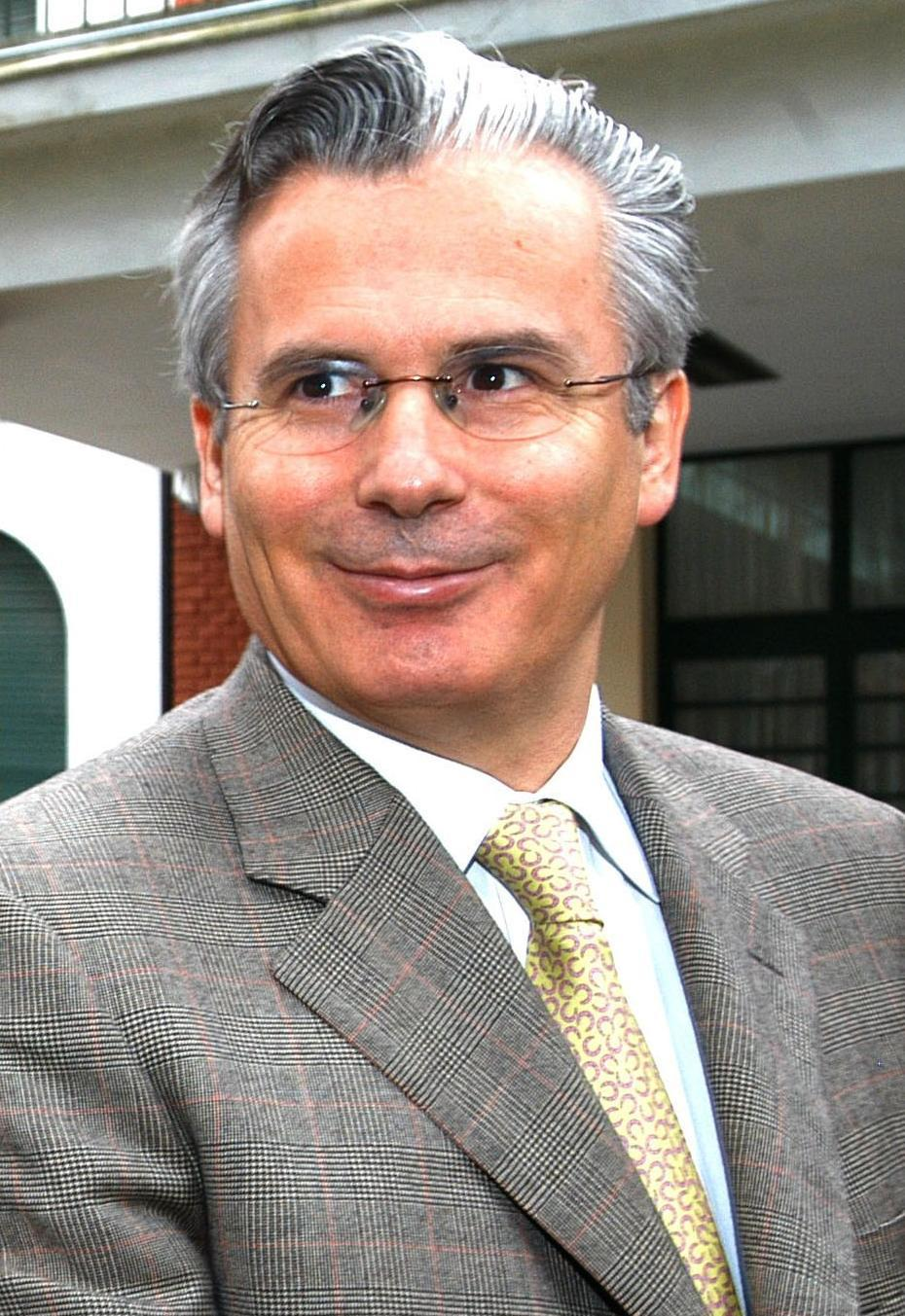
Baltasar Garzón.

En 1998 hacía años que Pinochet había dejado el poder en Chile, pero todavía conservaba gran influencia en las instituciones gracias a la ley fundamental que aprobó antes de abandonar el poder.[cita requerida]
El 21 de septiembre de 1998, Pinochet viajó con uno de sus nietos a Londres, Reino Unido, para realizarse una operación de hernia discal lumbar. El 16 de octubre, el juez de la Audiencia Nacional, Baltasar Garzón, dictó una orden de detención en su contra desde España, por su implicación en los delitos de genocidio, terrorismo internacional, torturas y desaparición de personas ocurridos en Chile durante la dictadura. La orden se apoya en el principio de Jurisdicción Universal, siendo hito en el tratamiento penal de genocidas y autores de crímenes contra la humanidad.Los cargos contra Pinochet incluían 94 denuncias de torturas a ciudadanos españoles, el asesinato en 1975 del diplomático español Carmelo Soria y conspiración por cometer tortura.
Una semana después de su detención, el juez Garzón dictó una orden de embargo de sus posibles cuentas bancarias en Suiza, Luxemburgo y otros países, en la que no se consideraría un centenar de millonarias cuentas secretas que se revelarían seis años más tarde en Estados Unidos, producto de las investigaciones del caso Riggs.
El 29 de octubre Pinochet fue trasladado a un exclusivo hospital psiquiátrico al norte de Londres, bajo custodia policial, y los días siguientes se fueron sumando nuevas denuncias de familiares de asesinados y detenidos desaparecidos, entre ellos Isabel Allende, hija del expresidente Salvador Allende, quienes comparecieron ante la Cámara de los Lores. A la petición de extradición del gobierno español se sumaron la del gobierno suizo, que entabló una nueva orden de detención por la desaparición en 1977 de Alexis Jaccard, y la del gobierno francés, que denunció secuestros y torturas por medio del juez Roger Le Loire.

## Caso ante los tribunales británicos y liberación
Pinochet compareció por primera vez ante el tribunal británico el 11 de diciembre de 1998, sentencia que fue anulada debido a vinculaciones de uno de los jueces con Amnistía Internacional. El 24 de marzo del año siguiente, el Comité de la Cámara de los Lores decidió que solo podía ser extraditado por las acusaciones de delitos de tortura y conspiración de tortura cometidos después del 8 de diciembre de 1988, determinando que Pinochet no poseía inmunidad, declarando Mary Robinson elogios a la decisión para señalar la tortura como crimen internacional sujeto a jurisdicción universal. El 8 de octubre, el tribunal de Bow Street, liderado por el juez Ronald Bartle, aprobó su extradición a España por tales delitos, reanudándose las presiones desde Chile para su expatriación, esta vez abogando por la mala salud de Pinochet.Chile retiraría temporalmente su embajador en Madrid en protesta por la actuación de España, el arresto domiciliario de Pinochet duraría 504 días. 

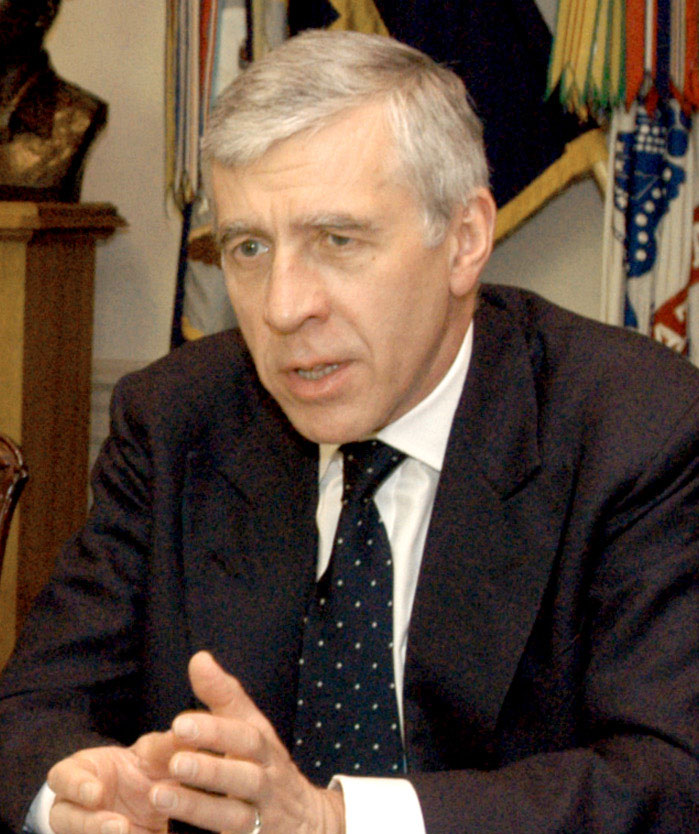
El ministro del Interior del Reino Unido, Jack Straw, decidió que por razones de salud Pinochet no estaba en condiciones de ser juzgado.

Finalmente, luego de una reñida batalla legal llevada a cabo especialmente durante 1999, el ministro de interior británico Jack Straw decidió el 2 de marzo de 2000 liberar a Pinochet, declarando que a juzgar por sus recientes exámenes médicos, no estaba en condiciones de ser juzgado. Ese mismo día Pinochet tomó un avión de la FACh de regreso a Chile, siendo recibido al día siguiente por el que fuera entonces comandante en jefe del Ejército de Chile, Ricardo Izurieta.
Durante toda la detención de Pinochet en el extranjero, tanto Tony Blair, primer ministro del Reino Unido, como la Santa Sede optaron por mantenerse al margen, dejando el caso a la justicia. Sin embargo, un alto dignatario de la Santa Sede pidió su liberación, con el argumento de mantener la estabilidad de Chile. El gobierno chileno presionó durante todo el proceso para que Pinochet fuese extraditado a su país, aduciendo «razones humanitarias» y el hecho de que el senador vitalicio poseía inmunidad diplomática. Una ajustada mayoría del Senado chileno rechazó oficialmente la detención, y el presidente Eduardo Frei llegó a convocar al Consejo de Seguridad Nacional y rechazar las peticiones fiscalizadoras del juez Garzón.

Mi convicción más profunda es que la permanencia del Senador Pinochet en Londres acarrea un grave daño a la imagen de Chile en la comunidad internacional e introduce incertidumbres en el devenir político nacional. No formo parte de quienes —por diversos motivos, varios de ellos opuestos— prefieren que esta situación se prolongue indefinidamente. Siempre he pensado que es más beneficioso para el país que el Senador Pinochet regrese a Chile durante mi mandato.
Eduardo Frei Ruiz-Tagle durante la cuenta pública del 21 de mayo de 1999.

Entre las pocas figuras públicas que apoyaron a Pinochet en el extranjero destacaron el expresidente de Estados Unidos, George H. W. Bush, y Margaret Thatcher, quien reveló en dicha ocasión que el exgeneral había cooperado con el Reino Unido durante la guerra de las Malvinas. Por contraparte, los gobiernos de Alemania, España, Suiza, Francia y Bélgica, así como el Comité de la ONU contra la Tortura y diversas organizaciones de derechos humanos lideradas por Amnistía Internacional, rechazaron la inmunidad diplomática de Pinochet y aprobaron su procesamiento.

## Consecuencias a su regreso a Chile
A tres días de su retorno, el 6 de marzo de 2000, el juez Juan Guzmán Tapia pidió el desafuero parlamentario de Augusto Pinochet, el cual fue aprobado por la Corte de Apelaciones de Santiago el 5 de junio y ratificado el 8 de agosto por la Corte Suprema, debido a las fundadas sospechas de su responsabilidad en la Caravana de la Muerte dirigida por Sergio Arellano Stark. El 1 de diciembre, Pinochet fue procesado por 18 secuestros calificados y 57 asesinatos, pero ese mismo mes el proceso fue anulado mediante un recurso de amparo. Al mes siguiente, Pinochet fue interrogado y quedó bajo detención preventiva en su domicilio de La Dehesa. Paralelamente a lo anterior, se le diagnosticó demencia vascular subcortical. El 12 de marzo de 2001 Juan Guzmán le concedió libertad bajo fianza, previo pago de dos millones de pesos, pero acusando problemas de salud, durante los meses siguientes no fue posible realizarle el trámite necesario de filiación penal. Los meses siguientes Juan Guzmán rechazó una petición de arresto de la jueza argentina María Servini de Cubría por la relación de Pinochet con el asesinato de Carlos Prats, y Estados Unidos reveló miles de documentos desclasificados de la CIA relacionados con operaciones en Chile durante la dictadura militar.
El 1 de julio de 2001, Pinochet fue internado de urgencia en el Hospital Militar, y ocho días después se sobreseyó temporalmente el caso. Debido a que la defensa alegó la existencia de problemas mentales, el procedimiento fue sobreseído definitivamente el 4 de julio de 2002. Ese mismo día Pinochet renunció a su cargo de senador vitalicio, cediendo a la fuerte presión de la oposición política y el gobierno. Pese a lo anterior, gracias al estatuto de expresidente creado durante el gobierno de Ricardo Lagos, mantendría el fuero y la dieta parlamentaria, así como los demás derechos de los demás senadores hasta su muerte.
Dos años más tarde, el 28 de mayo de 2004, la Corte de Apelaciones revocó el sobreseimiento por demencia de Pinochet, decisión ratificada el 26 de agosto por la Corte Suprema, tras lo cual Guzmán lo procesó por violaciones de los derechos humanos durante la Operación Cóndor. Pinochet quedó bajo arresto domiciliario el 5 de enero de 2005 y la semana siguiente salió en libertad tras el pago de una fianza de 3570 dólares. Fue sobreseído definitivamente por la Corte Suprema en septiembre de ese año. Desde entonces se iniciaron en paralelo diversos procesos en su contra. El caso de Carlos Prats quedó sin efecto en marzo de 2005, mientras que por el caso Riggs congelaron algunas de sus cuentas bancarias y comenzó a ser investigado junto a su familia, quedando bajo un nuevo arresto domiciliario el 23 de noviembre. Antes de su liberación bajo fianza al día siguiente, volvió a su arresto domiciliario por un nuevo caso de desaparición de disidentes en 1975.
Durante 2006, antes de sufrir el paro cardíaco que lo llevaría a su muerte, sin llegar a ser condenado con más de 300 cargos contra él en Chile, volvió a perder su inmunidad parlamentaria en dos ocasiones: en septiembre, para ser juzgado por las torturas en el centro de detención de Villa Grimaldi, y en noviembre, por la desaparición del sacerdote español Antonio Llidó Mengual, detenido en 1974.